# João Rodrigues dos Santos
João Rodrigues dos Santos (Lisboa, 29 de maio de 1856 — Lisboa, 19 de março de 1905) foi um médico-cirurgião português, percursor do republicanismo.

## Biografia
De origens humildes, era filho de João dos Santos e de Carlota Joaquina Rodrigues, tendo nascido em Lisboa, na freguesia de São Paulo, formando-se na Escola-Médico Cirúrgica de Lisboa. O seu predomínio sobre as classes populares foi manifesto durante todo o período em que exerceu clínica, quer como cultor da ciência, quer como modelo de virtudes cívicas. Simpatizante do Club Fernandes Thomaz, foi figura próxima de Magalhães Lima, Casimiro Freire, Castello Branco Saraiva, Eduardo Nunes da Motta, Elias Garcia, etc. Convicto republicano, foi preso durante meses na Cadeia do Limoeiro, na sua luta pelos ideais democráticos.
Foi sócio da Sociedade de Geografia de Lisboa.
Casou duas vezes, em primeiras núpcias com Rita da Costa, de quem enviuvou em 1881, e, em segundas núpcias, com Luísa Delfina Rangel.
Faleceu aos 48 anos de idade, vítima de uma doença medular, a 19 de março de 1905, em Lisboa, na freguesia de Santos-o-Velho. Deixou três filhos menores, do segundo casamento.